# بایان‌اوبو (بایان‌خونغور)
بایان‌اوبو (به لاتین: Bayan-Ovoo) یک منطقهٔ مسکونی در مغولستان است که در استان بایان‌خونغور واقع شده‌است.